# Strypuny (rejon smorgoński)
Strypuny (biał. Стрыпуны; ros. Стрипуны) − wieś na Białorusi, w obwodzie grodzieńskim, w rejonie smorgońskim, w sielsowiecie Soły.
Dawniej wieś i folwark.

## Historia
W czasach zaborów wieś i folwark w okręgu wiejskim Strypuny, w gminie Kucewicze, w powiecie oszmiańskim, w guberni wileńskiej Imperium Rosyjskiego. W 1866 roku wieś liczyła 128 mieszkańców w 12 domach. Wieś należała do Snadzkich (21 dusz rewizyjnych), Iwaszkiewiczów i Bereśniewiczowej (19 dusz rewizyjnych) i Ważyńskich (22 dusze rewizyjne). W 1905 roku wymieniono trzy wsie i folwark. 
- wieś Strypuny I liczyła 108 mieszkańców, 53 dziesięcin[2].
- wieś Strypuny II liczyła 44 mieszkańców, 62 dziesięcin[2].
- wieś Strypuny III liczyła 69 mieszkańców, 115 dziesięcin[2].
- folwark Strypuny liczył 32 mieszkańców, 141 dziesięcin, należał do Byłdziszewskiego[2].

W latach 1921–1945 wieś i folwark leżały w Polsce, w województwie wileńskim, w powiecie oszmiańskim, w gminie Krewo.
W 1931:
- wieś w 31 domach zamieszkiwało 165 osób[3].
- folwark w 2 domach zamieszkiwało 15 osób[3].

Wierni należeli do parafii rzymskokatolickiej w Borunach. Miejscowość podlegała pod Sąd Grodzki w Oszmianie i Okręgowy w Wilnie; właściwy urząd pocztowy mieścił się w Kucewiczach.
Po II wojnie światowej w granicach Związku Sowieckiego. Od 1991 w niepodległej Białorusi.